# セルダン・パウエル
セルダン・パウエル（Seldon Powell、1928年11月15日 - 1997年1月25日）は、アメリカ・バージニア州ローレンスヴィル生まれのソウル・ジャズ、スウィング・ジャズ、R&Bのテナー・サックス、フルート奏者。
1960年代にソウル・ジャズ・イディオムに進出し、クラーク・テリー、ルー・ドナルドソン、ジョニー・ハモンド・スミス、バディ・リッチ等と共演
。

## ディスコグラフィ

### リーダー・アルバム
- 『セルダン・パウエル・プレイズ』 - Sedon Powell Plays (1956年、Roost)
- 『セルダン・パウエル・セクステット』 - Seldon Powell Sextet Featuring Jimmy Cleveland (1956年、Roost)
- 『リズム・プラス・ワン』 - Rhythm + 1 (1956年、Epic) ※日本盤ではウィズ・ザ・リズム・セクション名義
- At The Hop - Volume One (PMI) ※1950年代録音
- 『メッシン・ウィズ・セルダン・パウエル』 - Messin' with Seldon Powell (1973年、Encounter)

### 参加アルバム
- トニー・アレス : 『ロング・アイランド組曲』 - Long Island Suite (1955年、Roost)
- モーズ・アリソン : Hello There, Universe (1970年、Atlantic)
- アルバート・アイラー : 『ニュー・グラス』 - New Grass (1968年、Impulse!)
- チェット・ベイカー : 『ベイカーズ・ホリデイ』 - Baker's Holiday (1965年、Limelight)
- ガトー・バルビエリ : 『チャプター・スリー』 - Chapter Three, Viva Emiliano Zapata (1974年、Impulse!)
- アーロン・ベル : Music from Peter Gunn (1959年、Lion)
- アーロン・ベル : Music from Victory at Sea (1959年、Lion)
- ルイ・ベルソン : The Driving Louis Bellson (1955年、Norgran)
- ビリー・バトラー : Guitar Soul! (1969年、Prestige)
- アンソニー・ブラクストン : 『クリエイティヴ・オーケストラ・ミュージック1976』 -Creative Orchestra Music 1976 (1976年、Arista)
- ラスティ・ブライアント : Until It's Time for You to Go (1974年、Prestige)
- チャーリー・バード : Byrd at the Gate (1963年、Riverside)
- ハンク・クロフォード : 『ミスター・ブルース・プレイズ・レディ・ソウル』 - Mr. Blues Plays Lady Soul (1969年、Atlantic)
- ボビー・ドナルドソン : Jazz Unlimited (1960年、Golden Crest)
- チャールズ・アーランド : Charles III (1973年、Prestige)
- アート・ファーマー : 『アステク組曲』 - The Aztec Suite (1959年、United Artists)
- ジミー・フォレスト : Soul Street (1962年、New Jazz)
- ロニー・フォスター : 『スイート・リヴァイヴァル』 - Sweet Revival (1972年、Blue Note)
- パナマ・フランシス : The beat behind million sellers (1960年、ABC)
- パナマ・フランシス : Tough Talk (1964年、20th Century Fox)
- フリードリヒ・グルダ : 『ライブ・アット・バードランド』 - At Birdland (1956年、RCA)
- エディ・ハリス : 『シルヴァー・サイクルズ』 - Silver Cycles (1968年、Atlantic)
- ニール・ヘフティ : Hot'n Hearty (1955年、Epic)
- リチャード・ホルムズ : 『ナイト・グライダー』 -Night Glider (1973年、Groove Merchant)
- クインシー・ジョーンズ : 『ザ・ミュージック・オブ・ヘンリー・マンシーニ』 - Quincy Jones Explores the Music of Henry Mancini (1964年、Mercury)
- クインシー・ジョーンズ : 『プレイズ・フォー・プッシーキャッツ』 - Quincy Plays for Pussycats (1965年、Mercury)
- ルーファス・ジョーンズ : Five on Eight (Cameo)
- ルッキング・グラス : Subway Serenade (1973年、Epic)
- アーマッド・アブドゥル・マリク : Spellbound (1964年、Status)
- アリフ・マーディン : 『ジャーニー』 - Journey (1974年、Atlantic)
- レス・マッキャン : 『レス・マッキャン・プレイズ・ザ・ヒッツ』 - Les McCann Plays the Hits (1966年、Limelight)
- レス・マッキャン : 『コメント』 - Comment (1970年、Atlantic)
- レス・マッキャン : Another Beginning (1974年、Atlantic)
- ジャック・マクダフ : The Fourth Dimension (1974年、Cadet)
- ゲイリー・マクファーランド : 『ソフト・サンバ』 -Soft Samba (1963年、Verve)
- ジミー・マクグリフ : The Big Band (1966年、Solid State)
- ブルー・ミッチェル : 『メニー・シェイズ・オブ・ブルー』 - Many Shades of Blue (1974年、Mainstream)
- モダン・ジャズ・カルテット : 『ダイアローグ』 - Jazz Dialogue (1965年、Atlantic)
- デヴィッド・ニューマン : 『ビガー&ベター』 - Bigger & Better (1968年、Atlantic)
- チコ・オファリル : Nine Flags (1966年、Impulse!)
- サイ・オリヴァー : Annie Laurie (1960年、Sesac)
- サイ・オリヴァー : Easy Walker (1962年、Sesac)
- ジミー・オーエンズ : Headin' Home (1978年、A&M/Horizon)
- オリヴァー・ネルソン : 『ザ・スピリット・オブ'67』 - The Spirit of '67 (1967年、Impulse!) ※with ピー・ウィー・ラッセル
- ルーベン・フィリップス : Manhattan...3 a.m. (1960年、Poplar)
- バーナード・パーディ : Soul Drums (1967年、Date)
- バーナード・パーディ : Stand By Me (Whatcha See Is Whatcha Get) (1971年、Mega)
- バーナード・パーディ : 『ソウル・イズ』 - Soul Is... Pretty Purdie (1972年、Flying Dutchman)
- バディ・リッチ : The Driver (1960年、EmArcy)
- ウィリー・ロドリゲス : Flatjacks (1964年、Riverside)
- A・K・サリム : 『ブルース・スート』 - Blues Suite (1958年、Savoy)
- エディ・ソーター : The Sauter-Finegan Orchestra – Directions in Music (1952–58年、RCA)
- ジョニー・ハモンド・スミス : 『ブラック・コーヒー』 - Black Coffee (1962年、Riverside)
- ジョニー・ハモンド・スミス : Look Out! (1962年、New Jazz)
- ジョニー・ハモンド・スミス : Open House! (1963年、Riverside)
- レオン・スペンサー : Where I'm Coming From (1973年、Prestige)
- ソニー・スティット : 『ペン・オブ・クインシー』 - Sonny Stitt Plays Arrangements from the Pen of Quincy Jones (1955年、Roost)
- ソニー・スティット : I Keep Comin' Back! (1966年、Roulette)
- ビリー・テイラー : 『ビリー・テイラー・ウィズ・フォー・フルーツ』 - Billy Taylor with Four Flutes (1959年、Riverside)
- ビリー・テイラー : Brazilian Beat (1963年、Sesac)
- クラーク・テリー : 『カラー・チェンジズ』 - Color Changes (1960年、Candid)
- クラーク・テリー : What makes Sammy Swing! (1963年、20th Century Fox)
- ジョー・トーマス : 『ジョイ・オブ・クッキン』 - Joy of Cookin' (1972年、Groove Merchant)
- テリー・ソーントン : 『デヴィル・メイ・ケア』 - Devil May Care (1961年、Riverside)
- カル・ジェイダー : 『ウォーム・ウェイブ』 - Warm Wave (1964年、Verve)
- カル・ジェイダー : Soul Burst (1966年、Verve)
- アーニー・ウィルキンス : The Big New Band of the 60's (1960年、Everest)
- ジミー・ウィザースプーン : 『ゴーイン・トゥ・カンサス・シティ・ブルース』 - Goin' to Kansas City Blues (1958年、RCA Victor) ※with ジェイ・マクシャン